# Diurnale
Das Diurnale ist ein liturgisches Buch des römischen Ritus.

## Inhalt
Ein Diurnale (auch Diurnum, Breviarium diurnum, Compendium diurni oder Horae diurnae genannt) ist ein Teilband des Breviers. Es enthält in kompakter, einbändiger Form die Texte für die Tagzeiten eines jeden Tages im engeren Sinne, die Tageshoren von Laudes bis Komplet, also mit Ausnahme der Matutin. Sein Gegenstück ist das Nocturnale. Der innere Aufbau und die Zusammensetzung der Teile entsprechen im Wesentlichen dem Vollbrevier. Im Gegensatz zum Brevier ist das Diurnale ein inoffizielles liturgisches Buch. Seine Herstellung kam einem praktischen Bedürfnis derjenigen Kleriker entgegen, denen für das Stundengebet während des Tages eine Buchform erwünscht war, die durch Ausscheidung des umfangreichen Nachtoffiziums (Matutin) handlicher und bequemer war als das Vollbrevier. Der gegenüber dem Brevier wesentlich geringere Umfang machte für das Diurnale die Trennung in zwei Bände wie beim Brevier (Winter- und Sommerteil) im Allgemeinen unnötig. Reine Formen des Diurnale kommen jedoch kaum vor, vielmehr enthalten die Drucke, ebenso wie die Handschriften, fast immer auch gewisse Bestandteile des Nachtoffiziums.

### Varianten
Beim Diurnale gab es wie beim Brevier verschiedene Formen:
- Diurnale Romanum
- Diurnalia der monastischen Gemeinschaften, z. B. Diurnale Cartusiense (Diurnale der Kartäuser)
- Diurnalia einzelner Diözesen, z. B. Diurnale Coloniense (Kölnisches Diurnale)

## Ausgaben

### Diurnale Romanum
- Diurnale Romanum. Antwerpen: 1552 Digitalisat, Bayerische Staatsbibliothek

### Diurnale monasticum
- Das Tagzeitenbuch des monastischen Breviers: Im Anschluss an die Meßbücher von Anselm Schott OSB. Hrsg. von der Erzabtei Beuron, Regensburg: Pustet 1935
- Diurnale Windeshemense. (Windesheimer Chorherren) Basel: Jakob Wolff, 23.VII.1499 Diurnale Windeshemense im Gesamtkatalog der Wiegendrucke (GW-Nummer GW08524) (Digitalisat), Stadtbibliothek Lübeck